# Celastrina kawazoei
Celastrina kawazoei är en fjärilsart som beskrevs av Hayashi 1974. Celastrina kawazoei ingår i släktet Celastrina och familjen juvelvingar. Inga underarter finns listade i Catalogue of Life.